# San Bruno
San Bruno és una població dels Estats Units a l'estat de Califòrnia. Segons el cens del 2000 tenia 40.165 habitants.

## Demografia
Segons el cens del 2000, San Bruno tenia 40.165 habitants, 14.677 habitatges, i 9.921 famílies. La densitat de població era de 2.840,3 habitants/km².
Dels 14.677 habitatges en un 31,4% hi vivien nens de menys de 18 anys, en un 51,8% hi vivien parelles casades, en un 11,2% dones solteres, i en un 32,4% no eren unitats familiars. En el 25,5% dels habitatges hi vivien persones soles el 6,8% de les quals corresponia a persones de 65 anys o més que vivien soles. El nombre mitjà de persones vivint en cada habitatge era de 2,72 i el nombre mitjà de persones que vivien en cada família era de 3,29.
Per edats la població es repartia de la següent manera: un 23% tenia menys de 18 anys, un 8,2% entre 18 i 24, un 34,5% entre 25 i 44, un 23,1% de 45 a 60 i un 11,2% 65 anys o més.
L'edat mediana era de 36 anys. Per cada 100 dones de 18 o més anys hi havia 95,3 homes.
La renda mediana per habitatge era de 62.081 $ i la renda mediana per família de 70.251 $. Els homes tenien una renda mediana de 46.843 $ mentre que les dones 36.851 $. La renda per capita de la població era de 26.360 $. Entorn del 3,1% de les famílies i el 4,4% de la població estaven per davall del llindar de pobresa.

## Poblacions més properes
El següent diagrama mostra les poblacions més properes.